# Кавріана
Кавріана (італ. Cavriana) — муніципалітет в Італії, у регіоні Ломбардія, провінція Мантуя.
Кавріана розташована на відстані близько 420 км на північ від Рима, 115 км на схід від Мілана, 26 км на північний захід від Мантуї.
Населення — 3904 особи (2014).

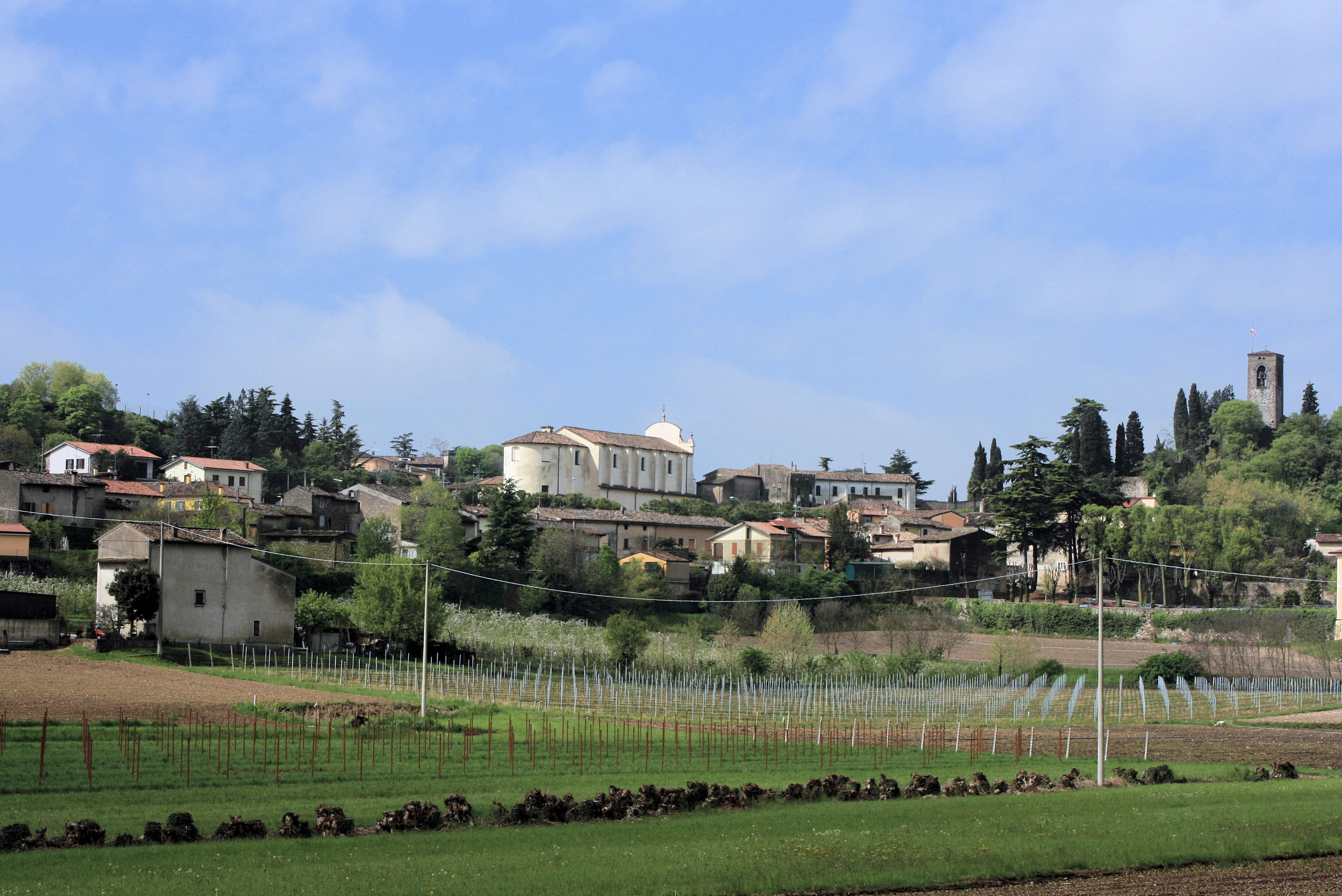

Щорічний фестиваль відбувається 3 лютого. Покровитель — святий Власій.

## Демографія
Населення за роками:

Станом на 1 січня 2023 року в муніципалітеті офіційно проживало 340 іноземців з 33 країн, серед них 39 громадян країн Євросоюзу та 12 громадян України.

## Сусідні муніципалітети
- Гоїто
- Гуїдіццоло
- Лонато-дель-Гарда
- Медоле
- Монцамбано
- Поццоленго
- Сольферино
- Вольта-Мантована